# Повят
Повят (на полски: powiat; на украински: пові́т; на беларуски: павет; на руски: повет или повят) е административно-териториална единица във Великото литовско княжество, Кралство Полша, Полско-литовската държава, Казашкото хетманство, Кралство Галиция и Лодомерия, Западноукраинската народна република, Руската империя и ранния СССР. Днес е средна по големина административна единица в Естония, Литва и Полша, която отговаря на българската област. 
В Полша, повятът е съставна част от войводството и се дели на гмини (общини).